# Dani Bavec
Dani (Daniel) Bavec, slovenski igralec, televizijski voditelj in športni komentator, * 22. maj 1974.
Dani Bavec je, kar se igralstva tiče, najbolj poznan po vlogi v nanizanki POP TV Pod eno streho, sicer pa je komentator na športni televiziji Šport TV, kjer komentira nogomet in košarko, ter voditelj nogometne Lige prvakov (studia) na Planet TV. S Petrom Polesom je vodil oddajo o pokru Zvezda pokra.
Dani Bavec je povezoval prireditev ob sprejemu slovenske košarkarske reprezentance 18. septembra 2017, ki je dan pred tem osvojila prvo mesto na evropskem prvenstvu v košarki EuroBasket 2017, in za to požel veliko negativnih kritik športnih navdušencev in splošne javnosti.